# 제12회 인디다큐페스티발
제12회 인디다큐페스티발은 2012년 3월 22일에 열린 시상식이다.

## 수상 및 후보

### 올해의 다큐멘터리
- 버스를 타라 - 김정근 수상

### 특별언급
- 나의 교실 - 한자영 수상
- 조울 - 그리다 춤추다 - 우현하 수상
- 학교 가는 길 - 김민지 수상

### 관객상
- 투 올드 힙합 키드 - 정대건 수상

### 국내 신작전
- 남한기행 - 삶의 사람들 - 유최늘샘
- 내가 누구인지 알려주세요 - 남경순
- 나의 교실 - 한자영
- 두 개의 문 - 김일란 외1명
- 레드 마리아 - 경순
- 미국의 바람과 불 - 김경만
- 버스를 타라 - 김정근
- 술자리 다큐 에피소드 1 - 음주신학 - 공미연
- 아무도 꾸지 않은 꿈 - 홍효은
- 오순도순 공부방 - 넝쿨
- 왓빠이야기 - 심민경
- 우쿨렐레 사랑 모임 - 노효두
- 투 올드 힙합 키드 - 정대건
- 학교 가는 길 - 김민지
- 그의 이름은 도시 - 프로젝트 비디엘
- 다윗과 골리앗 - 김은민
- 초이스 2 :: 더블 스피크 - 이현정
- 사람이 미래다? - 조이예환
- 아무것도 못 버리는 사람 - 정동구
- 엄마 - 안명환
- 오징어와복면 - 설경석 외2명
- 장보러가는 날 - 원태웅
- 저수지의 개들 take2 낙동강 with 바드, 정민아 - 최진성
- 폐함 - 신희주
- 허벌란 이야기 - 문정현
- 홍역괴물 - 허철녕
- 우리가 원하는 것 - 어속 타파

### 올해의 초점
- 동굴 밖으로 - 안건형
- 두 개의 선 - 지민
- 떠나지 못하는 사람들 _ 끝나지 않은 이야기 - 장호경
- 새로운 학교 - 학생인권 이등변삼각형의 빗변 길이는? - 오정훈
- 어머니 - 태준식
- Jam Docu 강정 - 경순 외7명

### 특별상영
- 두 개의 문 - 김일란 외1명
- 떠나지 못하는 사람들 _ 끝나지 않은 이야기 - 장호경
- 마이 스윗 홈 - 국가는 폭력이다 - 김청승
- 용산 - 문정현
- 용산 337가지로 표현하기: 촛불방송국 레아 - 레아
- 23x371일 - 용산 남일당 이야기 - 오두희

### 봄 제작지원작
- 공항으로 가고 있다 - 명현우
- 옥탑방 열기 - 고유정 외1명
- 조울 - 그리다 춤추다 - 우현하

### 다큐멘터리 발언대
- 2008년 한국 비정규직 - 민중언론 참세상
- 노동자 뉴스 6호 - 노동자뉴스제작단
- 너희는 고립되었다 - 불타는 필름의 연대기 中 - 김천석
- 초이스 1 :: 죽지 않았다 - 김성만
- 코리안 드림 - 숲속 홍길동